# Eupithecia modesta
Eupithecia modesta là một loài bướm đêm trong họ Geometridae.